# Svátek Uvedení Páně do chrámu
Svátek Uvedení Páně do chrámu (do roku 1960 svátek Očišťování Panny Marie) v západní křesťanské tradici připadá na 40. den po slavnosti Narození Páně, tedy na 2. února. Liturgická barva je bílá. 
Svátek připomíná biblickou událost popisovanou v evangeliu podle Lukáše. Ježíšova matka Maria podle židovských předpisů byla po narození chlapce 40 dní rituálně nečistá. Po uplynutí této doby bylo její náboženskou povinností navštívit jeruzalémský chrám, podrobit se očistným obřadům a přinést Bohu zástupnou oběť za prvorozeného syna. Vše prvorozené totiž náleželo Bohu.
Při návštěvě chrámu došlo k setkání se starcem Simeonem a prorokyní Annou. Simeon prorockým výrokem označil přinesené dítě za světlo k osvícení pohanů a slávu izraelského lidu.

## Historie

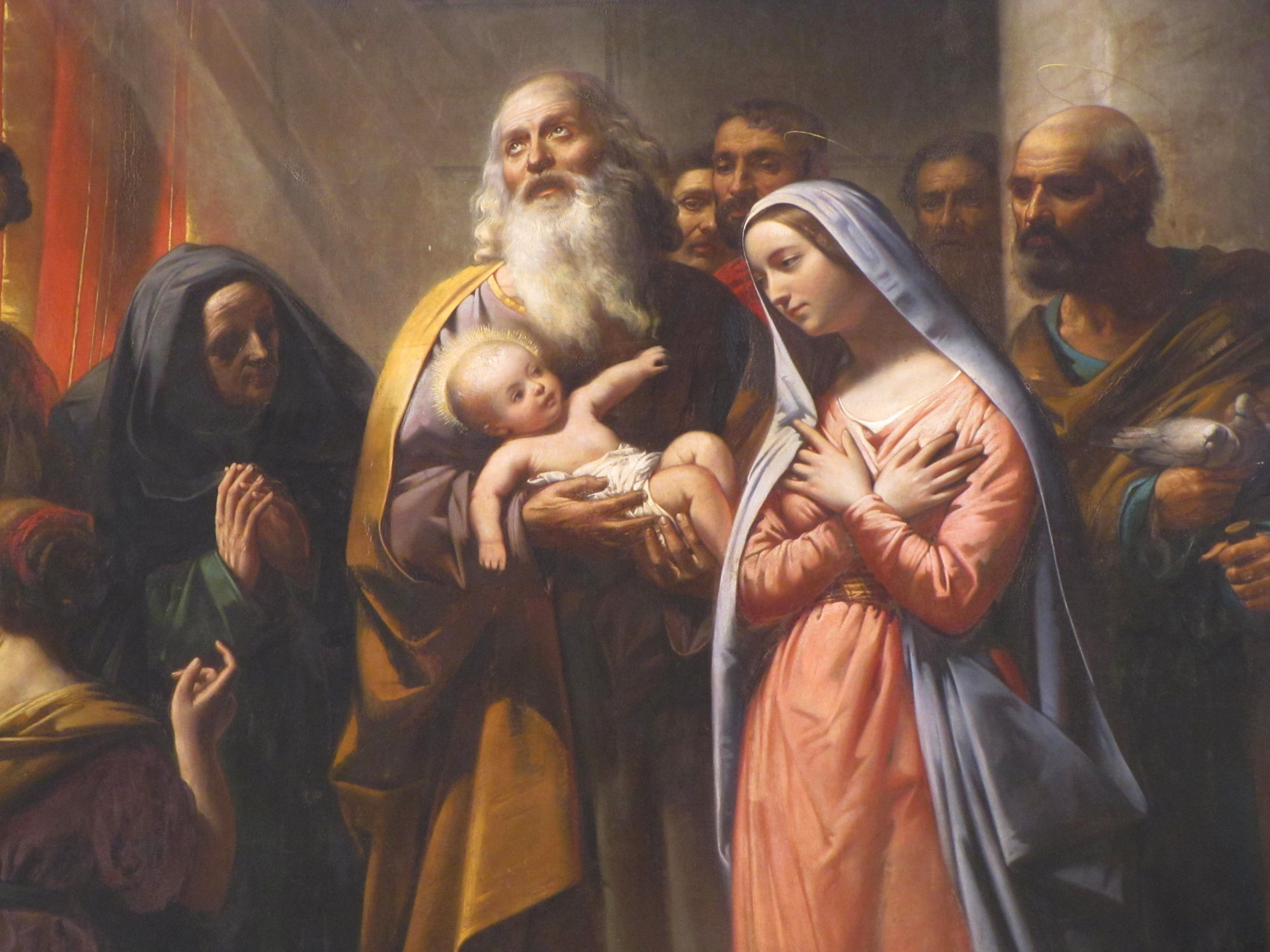
Obětování Páně z kostela sv. Petra a Pavla v Hochfeldenu v Alsasku olej na plátně 19. st.

Vzhledem k odlišnostem mezi východní a západní křesťanskou tradicí měl i vývoj svátku dvojí podobu. Východní praxi dosvědčuje poutnice Etherie, která kolem roku 400 popisuje svátek slavený v Jeruzalémě. Čtyřicátý den po Epifánii, což byl tenkrát jediný jeruzalémský svátek Ježíšova narození, se u chrámu Vzkříšení konalo veliké procesí. Kněz a biskup vysvětlovali přítomným událost popisovanou v Lk 2, 22 (Kral, ČEP). Už o půl století později se objevuje označení tohoto dne jako Svátku setkání, a součástí obřadů je světelný průvod.
Na západě, konkrétně v Římě, lze vysledovat liturgii tohoto svátku již od poloviny 5. století. Na 40. den po Narození Páně byl uspořádán světelný průvod. Takto byla věřícím připomenuta biblická událost v jeruzalémském chrámu a především Simeonův výrok o Kristu jako světle. Průvod se zároveň stal protiváhou pohanského zvyku, kdy se každý pátý rok začátkem února konal smírný průvod městem, tzv. amburbale. Proto se kladl důraz na kající ráz slavnosti fialovou liturgickou barvou. Žehnání svící nesených v průvodu je doloženo ještě před koncem prvního tisíciletí v Gálii.

## Liturgická reforma
V 60. letech 20. století po druhém vatikánském koncilu přinesla liturgická reforma v Římskokatolické církvi především změnu názvu svátku. Dosavadní název Očišťování Panny Marie byl změněn na Uvedení Páně do chrámu. Podtrhl se tak kristologický rozměr slavení. Fialová barva rouch užívaná od 5. století byla vystřídána bílou. Kajícný charakter svátku byl nahrazen barvou radosti z Krista – světla národů. Slavnostní průvod a žehnání svící zůstaly zachovány. Římský rituál stanovil dva způsoby: průvod do chrámu z jiného kostela či kaple, nebo malý průvod pouze kněze s asistencí v kostele.

## Hromnice
Domněnka, že svátek Uvedení Páně do chrámu měl cíleně nahradit pohanský svátek boha hromu, nemůže s ohledem na historické souvislosti obstát. Datum bylo stanoveno podle biblického čtyřicetidenní od Narození Páně, a to v době a místě (v Římě v 5. století), kde se žádný svátek boha hromu neslavil. Lidový název Hromnice souvisí spíše s pověrou, že požehnané svíce měly magickou moc ochránit před bouří. Odtud též název hromničky.